# Butig
Butig (Bayan ng Butig) är en kommun i Filippinerna. Kommunen ligger på ön Mindanao, och tillhör provinsen Lanao del Sur. Folkmängden uppgår till 16 283 invånare.

## Barangayer
Butig är indelat i 16 barangayer.
| - Ragayan - Butig Proper - Cabasaran - Coloyan - Dilimbayan - Dolangan - Pindolonan - Bayabao Poblacion - Poktan | - Raya - Samer - Sandab Madaya - Sundig - Tiowi - Timbab - Malungun |